# Eucalyptus absita
Eucalyptus absita (лат.) — кустарник или многоствольное дерево, вид рода Эвкалипт (Eucalyptus) семейства Миртовые (Myrtaceae), эндемик небольшого района близ Бадгингарры в Западной Австралии. Растение с гладкой серой корой, иногда волокнистой у основания, белыми цветками и плодами от конической до чашевидной формы.

## Ботаническое описание

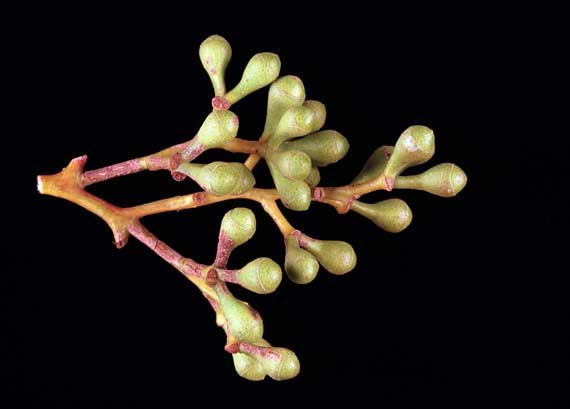
Цветочные бутоны E. absita

Eucalyptus absita — кустарник или многоствольное дерево от 2,5 до 10 м в высоту. Кора гладкая серая, в некоторых местах медного и зелёного цвета, иногда волокнистая от серовато-коричневого до желтоватого цвета на высоте до 2 м от основания. Листья на молодых растениях от тускло-зелёных до голубоватых, эллиптической формы, до 80 мм в длину и 60 мм в ширину. Взрослые листья глянцево-зелёные с обеих сторон с густой сетью жилок, ланцетные, до 105 мм в длину и 33 мм в ширину на черешке до 20 мм в длину. Цветки расположены группами до семи в пазухах листьев. Бутоны булавовидные, 4-5 мм в длину и 3-4 мм в ширину. Тычинки белые, загнуты внутрь, наружные без пыльников. Цветёт с апреля по июль. Плоды от конусообразной формы с более узким концом к основанию до чашевидной формы, 4-5 мм в длину и 3-5 мм в ширину с тонкий обод.

## Таксономия
Вид Eucalyptus absita был впервые официально описан в 1992 году Питером Грейлингом и Иэном Брукером, которые опубликовали описание в журнале Nuytsia из образцов, собранных Брукером к юго-востоку от Бадгингарры в 1986 году. Видовой эпитет — от латинского abitus, означающего «отъезд» или «выход», что указывает на удалённость этого вида по сравнению с аналогичными деревьями восточной Австралии. Буква «s» была добавлена без объяснения причин.
E. absita был отнесён к секции Adnataria, родственной подроду Eucalyptus Symphyomyrtus. В секции Adnataria E. absita является частью подгруппы серии Buxeales, все виды которой встречаются на юго-востоке Австралии, и только три из них встречаются в Западной Австралии: Eucalyptus cuprea, Eucalyptus absita и Eucalyptus lucasii. Все три вида имеют изогнутые тычинки, что отличает их от юго-восточных видов.
Этот вид признан гибридным с сестринским таксоном Eucalyptus loxophleba.

## Распространение и местообитание
Эндемик Западной Австралии. Вид известен только из трёх небольших популяций на обочине дороги и в загонах, где пасётся домашний скот, причём в одном насаждении находится одно дерево. Известно, что этот вид встречается только между Бадгингаррой и Дандараганом.

## Охранный статус
E. absita классифицирован как «находящийся под угрозой исчезновения» в соответствии с Законом правительства Австралии об охране окружающей среды и сохранении биоразнообразия 1999 года и отнесён к «флоре, находящейся под угрозой исчезновения» Департаментом окружающей среды и охраны природы (Западная Австралия). Основными угрозами для этого вида являются содержание дорог, отсутствие сопутствующей растительности, сорняки, повреждение домашним скотом и отсутствие возможностей для размножения. Международный союз охраны природы классифицирует природоохранный статус вида как «вымирающий».